# Palaiargia myzomela
Palaiargia myzomela – gatunek ważki z rodziny pióronogowatych (Platycnemididae). Jest znany tylko z holotypu, którym jest samica odłowiona w 1955 roku w pobliżu jezior Paniai (dawniej Wissel Lakes) w górach w indonezyjskiej części Nowej Gwinei.